# 고승진
고승진(高昇辰, 2000년 10월 10일~)은 대한민국의 축구 선수이다.

## 구단 경력
교또조선중고급학교를 거쳐 일본 문리대학에 진학했으며, 2022년 12월 9일에는 2023년 시즌부터 기라반츠 기타큐슈로의 입단이 발표되었다.